# Santuario di Santa Maria in Aula Regia
Il Santuario di Santa Maria in Aula Regia, conosciuta anche come Chiesa dei Cappuccini, è un luogo di culto cattolico situato nella città di Comacchio.

## Storia
Il terreno su cui sorge l'edificio, posto nella parte occidentale della città, nel X secolo ospitava il monastero di Santa Maria in Auregiario. L'edificazione della Chiesa si deve all'antica famiglia Fogli di Comacchio . Nel 1570, il duca Alfonso II d'Este chiede ai frati Cappuccini di insediarsi in tale luogo e riprendere possesso della chiesa, nel frattempo lasciata senza alcuna guida. L'odierna chiesa è stata edificata nel 1665. Di stile neoclassico è la facciata dell'edificio, costruita nel 1888. Il 26 settembre 1942, il vescovo mons. Natale Mosconi concede il titolo di santuario al luogo di culto.

## Descrizione

### L'esterno

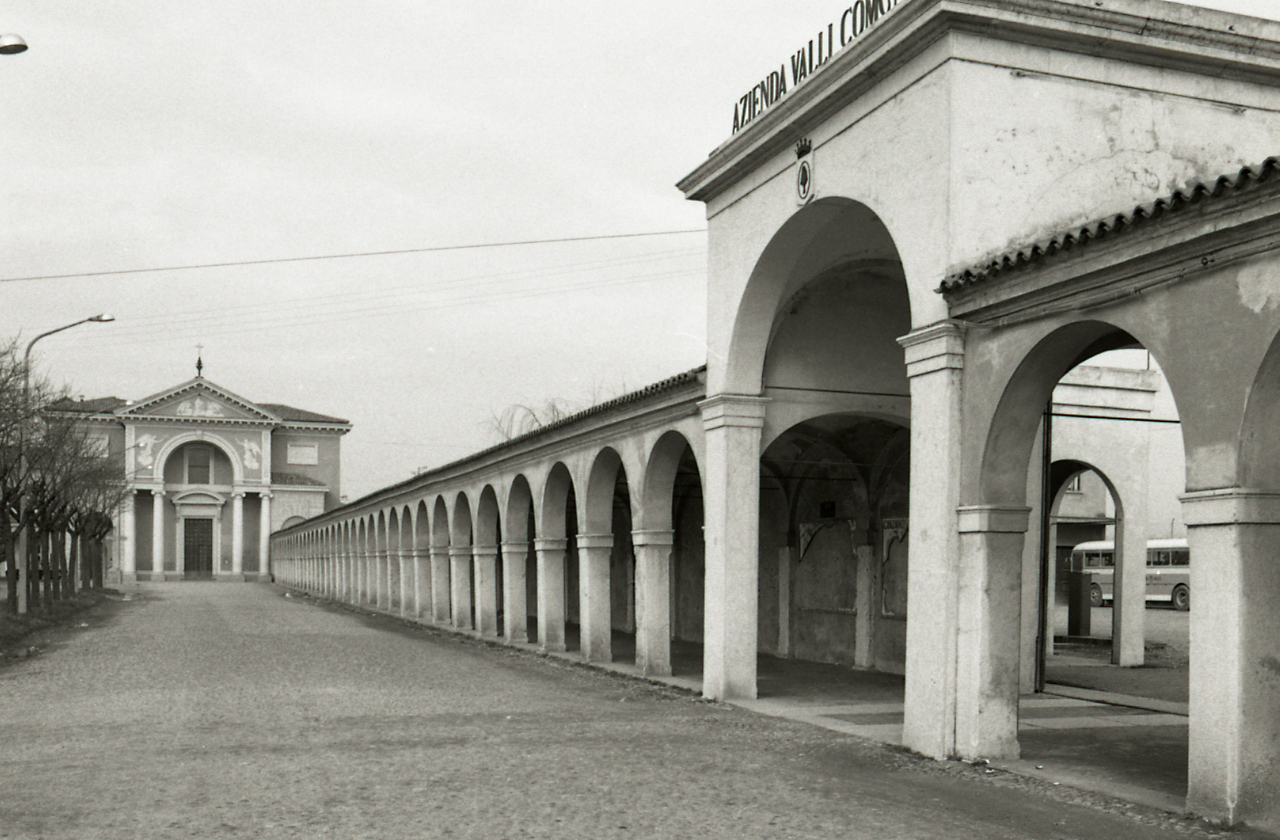
Il loggiato (foto di Paolo Monti-1975)

Il santuario è collegato con un loggiato al centro di Comacchio, fatto erigere nel 1647 dal cardinale Giovanni Stefano Donghi. Tale opera architettonica è costituita da 143 archi che vengono supportati da un egual numero di colonne marmoree.

### L'interno

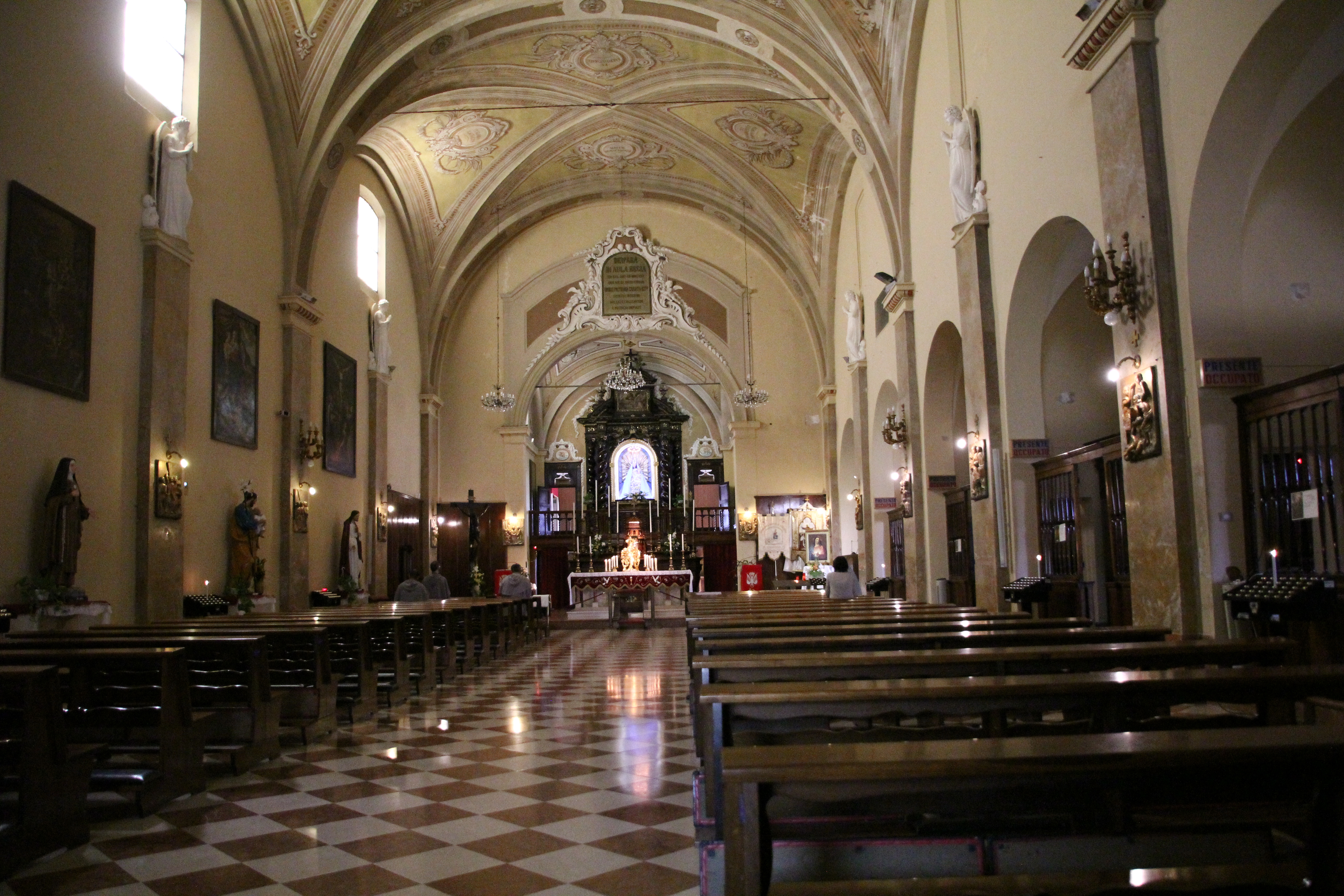
La navata

L'interno della chiesa è a navata unica e ai lati vi sono delle cappelle che contengono diversi dipinti. Sull'altare è posta una pala rappresentata da una statua dedicata alla Beata Vergine, in terracotta, di epoca rinascimentale. Tale opera, venerata dai cittadini col titolo che dà il nome al santuario, è la protettrice della città.